# Sonaglio per bambini
Un sonaglio per bambini (o sonaglio giocattolo o sonaglino o trillino) è un sonaglio prodotto specificatamente per l'intrattenimento dei neonati. I sonagli sono stati impiegati a questo scopo sin dall'antichità e gli esperti dello sviluppo dei bambini ritengono che sia utile a migliorare la coordinazione oculo-manuale tramite la stimolazione dei loro sensi.

## Descrizione
Il sonaglio è un giocattolo consistente in un contenitore ripieno di palline o grani che, quando scossi tramite un'impugnatura, producono suoni colpendo le pareti del contenitore stesso. Il contenitore può avere forma sferica, forma ovoidale o una forma afferente al mondo dei bambini. Può essere realizzato con diversi materiali, quali plastica, argento, stagno, vimini o altro. Se non prevedono un'impugnatura, possono avere catenelle per poterle appendere al collo o alla vita del bambino.

## Storia

### Età antica
Nell'antichità si riteneva che i sonagli avessero proprietà apotropaiche, pertanto venivano affidati ai bambini per proteggerli dagli spiriti maligni.
I primi sonagli per bambini noti risalgono ad almeno 2500 anni fa. In Polonia fu rinvenuto un sonaglio di argilla nella tomba di un bambino appartenente alla cultura lusaziana della prima età del ferro ed è documentato in archeologia. Questo sonaglio aveva la forma di un cuscino ed era riempito di palline; fu trovato accanto a un'urna contenenti i resti cremati del bambino.

Nei siti archeologici greco-romani sono stati trovati molti altri esempi simili. Spesso questi sonagli avevano la forma di un maiale o di un cinghiale, a volte cavalcato da un fanciullo. I suini erano associati alla dea greca Demetra, invocata in riti di protezione dei bambini.

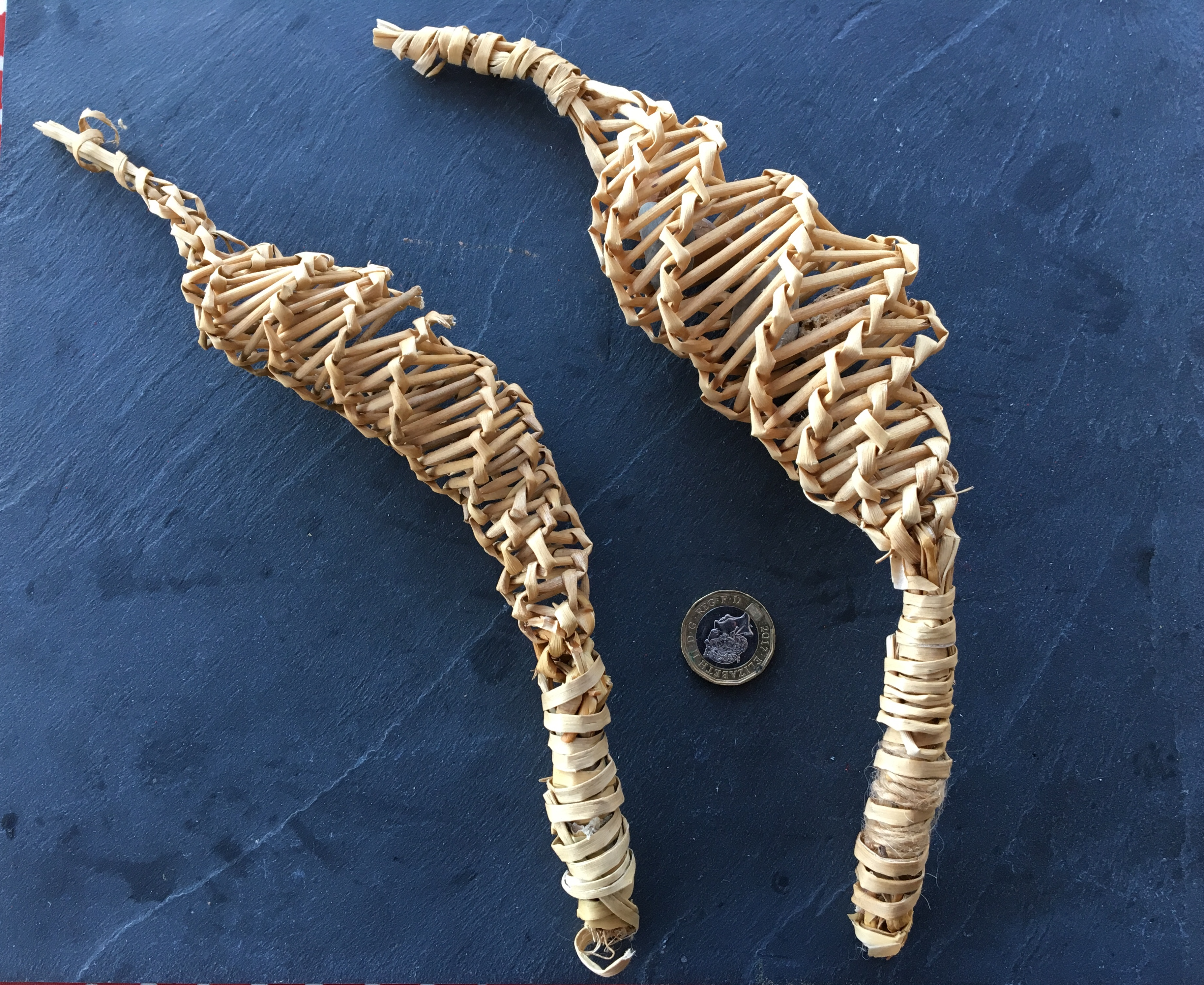
Morthwyl sinc o Ragyrud, antica pratica gallese di tessitura di un sonaglio per bambini fatto di giunchi o carice

 Il filosofo greco Aristotele scrisse in Politica che ai bambini piccoli dovrebbe essere dato un sonaglio (in particolare un tipo progettato da Archita) per tenerli zitti e impedire loro di fare danni in casa.
Nelle culture celtiche, era una pratica comune realizzare giocattoli di giunchi, così come nella cultura irlandese erano realizzate le croci di Brigida e i Morthwyl sinc (o 'Rygarug') dai gallesi, intrecciati con le mani e con i denti in un fagotto contenente sassolini o semi secchi per produrre il suono del sonaglio.

### Età moderna

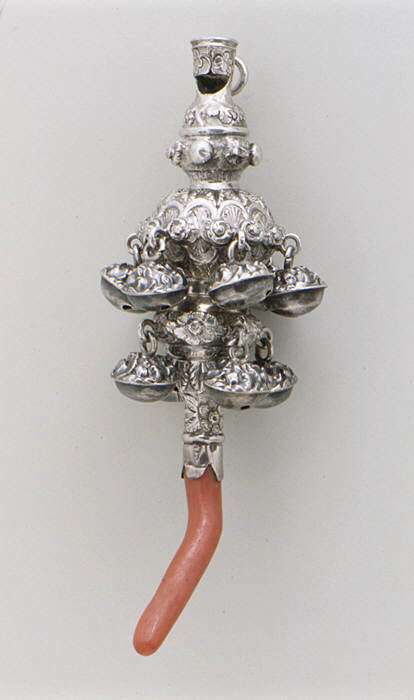
Sonaglio britannico in arge
nto e corallo di inizio XIX secolo, nella collezione del Metropolitan Museum of Art

Nell'America coloniale, gli artigiani realizzavano elaborati sonagli per bambini in oro e argento, incorporandovi campanellini, fischi e supporti per la dentizione fatti di corallo. Nel 1777, nei primi giorni della rivoluzione americana, John Hancock scrisse a sua moglie Dorothy Quincy Hancock di aver cercato invano un sonaglino di oro o argento e corallo per la loro figlia. Edith Wharton, nato durante la guerra civile americana, ricevette un simile sonaglio d'argento da bambino, inciso con il suo nome e con una protusione corallina per la dentizione.

### Età post-contemporanea
I sonagli per bambini possono essere fatti di legno, di plastica o di stoffa. Molti hanno colori vivaci, hanno la forma di animali e fiori ed emettono suoni caratteristici quando scossi, dai suoni sordi dei giochi in legno ai suoni squillanti dei sonagli in metallo.

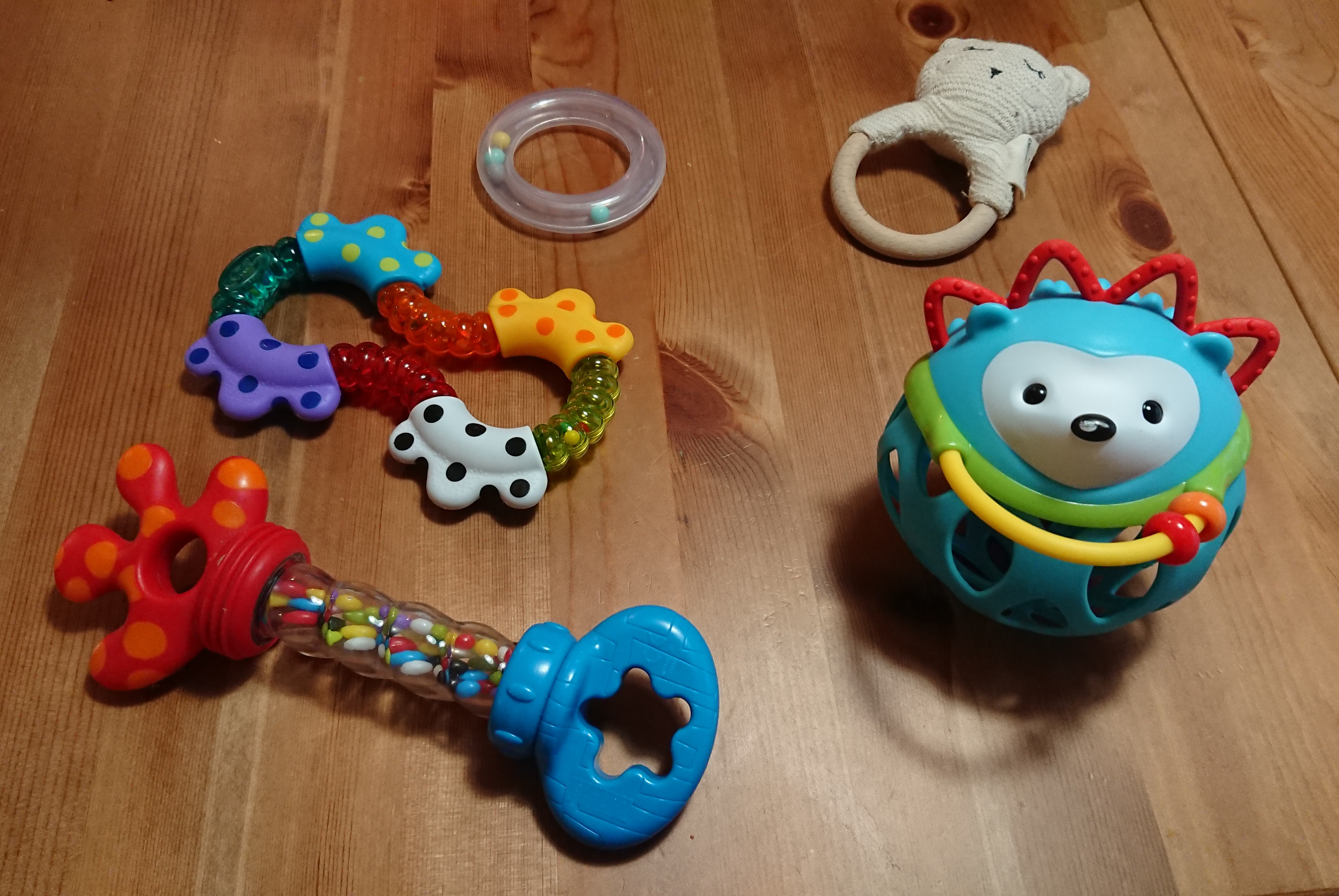
Assortimento di cinque sonaglini moderni in plastica

I sonagli rappresentano una fonte di stimolazione: i bambini sono attratti dai suoni che producono e seguono con gli occhi i movimenti dei sonagli; quando prendono e muovono da sé i sonagli, ciò dà loro un senso di scoperta.
Molti sonagli svolgono una doppia funzione, agendo come supporto per la dentizione man mano che i bambini crescono. Hanno superfici adatte alle loro gengive, fornendo la stimolazione di cui hanno bisogno.